# Makrokylindrus (Adiastylis) bicornis
Makrokylindrus (Adiastylis) bicornis is een zeekommasoort uit de familie van de Diastylidae. De wetenschappelijke naam van de soort is voor het eerst geldig gepubliceerd in 1980 door Day.